# 丹·帕吉斯
丹·帕吉斯（Dan Pagis，1930年10月16日—1986年7月29日），生于罗马尼亚的布科維納，二十世纪著名犹太诗人。童年时代的帕吉斯在乌克兰集中营度过，不过，他在1944年从纳粹集中营中逃脱，并于两年后抵达以色列。在那里，他成为了基布兹（以色列的社区单位）的教师。1956年，帕吉斯移居耶路撒冷，并在希伯来大学获得博士学位，成为该大学的中世纪希伯来文学教授。自1959年发表《影子日晷》开始，帕吉斯先后出版了六本诗集，其诗歌手法独特，文字诡谲，在国际诗坛上享有一定声誉。1986年7月，帕吉斯因患癌症逝世于以色列。

## 出版的诗集（希伯来文）
- 《影子日晷》 1959
- 《迟到的闲散》 1964
- 《变形》 1970
- 《大脑》 1975
- 《裸杀》 1982
- 《十二面》 1984

## 註腳
1. ↑  Pagis, Dan. . www.poetryinternational.com.   [2023-10-25] （荷兰语）.
2. ↑  Dan Pagis biography & bibliography (The Institute for the Translation of Hebrew Literature) 的存檔，存档日期2008-03-09.